# 섬진강대로
섬진강대로(Seomjingang-daero)는 경상남도 하동군 금남면 남해대교와 전라남도 구례군 마산면 냉천 나들목을 잇는 도로이다. 거의 대부분 구간이 국도 제19호선에 속한다.

## 역사
- 1999년 12월 28일 : 하동군 금남면 노량리 ~ 송문리 3.2km 구간 개통, 기존 3.5km 구간 폐지[1]
- 2000년 9월 6일 : 신월 ~ 하동간 도로(하동군 고전면 신월리 ~ 하동읍 비파리) 5.81km 구간 부분개통[2]
- 2001년 12월 27일 : 신월 ~ 하동간 도로(하동군 고전면 신월리 ~ 하동읍 광평리) 7.74km 전 구간 확장 개통[3]
- 2007년 9월 18일 : 하동군 고전면 신월리 ~ 금남면 계천리 구간 3.9km 4차선 확장 개통.[4]
- 2009년 7월 10일 : 2개 이상 시·도에 걸쳐 있는 도로로 섬진강대로를 고시[5]
- 2016년 2월 19일 : 하동 ~ 악양간 도로(하동군 하동읍 읍내리 ~ 악양면 미점리) 8.61km 구간 확장 개통[6]
- 2017년 5월 30일 : 고현 ~ 하동IC간 도로 1공구(하동군 금남면 송문리 ~ 계천리) 5.71km 구간 확장 개통[7], 기존 2.2km 구간 폐지[8]
- 2021년 6월 4일 : 악양 ~ 화개간 도로(하동군 악양면 평사리 ~ 화개면 탑리) 연장 9.3km 4차선 확장 개통[9]

## 주요 경유지
경상남도
- 하동군 (금남면 · 고전면 · 하동읍 · 악양면)

전라남도
- 구례군 (토지면 · 마산면)

## 노선
| 이름                     | 접속 노선                                                   | 소재지          | 소재지                                                         | 비고                                     |
| 남해대로와 직결          | 남해대로와 직결                                             | 남해대로와 직결 | 남해대로와 직결                                                | 남해대로와 직결                          |
| ------------------------ | ----------------------------------------------------------- | --------------- | -------------------------------------------------------------- | ---------------------------------------- |
| 남해대교 교차로          | 지방도 제1002호선 (경충로) 구노량길                         | 하동군          | 금남면                                                         |                                          |
| 노량 교차로              | 국도 제19호선 (고현 ~ 하동IC간 도로) 제먼당길               | 하동군          | 금남면                                                         | 국도 제19호선 구간                       |
| 금남 교차로              | 제먼당길                                                    | 하동군          | 금남면                                                         | 국도 제19호선 구간                       |
| 소송 교차로              | 소송양달길 소송음달길                                       | 하동군          | 금남면                                                         | 국도 제19호선 구간                       |
| (신기교)                 | 태봉길                                                      | 하동군          | 금남면                                                         | 국도 제19호선 구간 남해 방향 진입 불가   |
| 대송사거리               | 대송들몰길                                                  | 하동군          | 금남면                                                         | 국도 제19호선 구간                       |
| 사등삼거리               | 국도 제19호선 (고현 ~ 하동IC간 도로) 덕오길                 | 하동군          | 금남면                                                         | 국도 제19호선 구간                       |
| 덕천삼거리               | 주교로                                                      | 하동군          | 금남면                                                         |                                          |
| 덕포사거리               | 국도 제19호선 (고현 ~ 하동IC간 도로)                        | 하동군          | 금남면                                                         | 국도 제19호선 구간                       |
| 진정사거리               | 경제산업로 큰동네길                                         | 하동군          | 금남면                                                         | 국도 제19호선 구간                       |
| 덕포천교                 |                                                             | 하동군          | 금남면                                                         | 국도 제19호선 구간                       |
| 덕천 교차로 (계천교)     | 갈사만 진입도로 3호선                                       | 하동군          | 금남면                                                         | 국도 제19호선 구간                       |
| 계천사거리 (하동 나들목) | 10호선 남해고속도로 국도 제59호선 (산업로)                  | 하동군          | 금남면                                                         | 국도 제19, 59호선 구간                   |
| 고남교                   |                                                             | 하동군          | 금남면                                                         | 국도 제19, 59호선 구간                   |
| 고전면                   |                                                             | 하동군          |                                                                | 국도 제19, 59호선 구간                   |
| 전도 교차로              | 하동읍성로 재첩길                                           | 하동군          |                                                                | 국도 제19, 59호선 구간                   |
| 월진 교차로 (월진교)     | 월진길 재첩길                                               | 하동군          |                                                                | 국도 제19, 59호선 구간                   |
| 하동포구터널             |                                                             | 하동군          | 국도 제19, 59호선 구간 구례 방향 연장 625m 남해 방향 연장 670m |                                          |
| 신방교                   |                                                             | 하동군          | 국도 제19, 59호선 구간                                         |                                          |
| 신방 교차로              | 재첩길                                                      | 하동군          | 국도 제19, 59호선 구간                                         |                                          |
| 신월 교차로              | 하동군도 제7호선 (공설운동장로)                             | 하동군          | 국도 제19, 59호선 구간                                         |                                          |
| 횡천교                   |                                                             | 하동군          | 국도 제19, 59호선 구간                                         |                                          |
| 하동읍                   |                                                             | 하동군          | 국도 제19, 59호선 구간                                         |                                          |
| 하동 교차로              | 국도 제2호선 국도 제59호선 (충무공로)                       | 하동군          | 국도 제19, 59호선 구간                                         |                                          |
| 목도교 계성교 신기교     |                                                             | 하동군          | 국도 제19호선 구간                                             |                                          |
| (비파리)                 | 군청로                                                      | 하동군          | 국도 제19호선 구간                                             |                                          |
| 송림 회전교차로          | 국도 제19호선 국가지원지방도 제58호선 (경서대로)            | 하동군          | 국도 제19호선 구간                                             |                                          |
| 섬진교 회전교차로        | 국가지원지방도 제58호선 (경서대로)                          | 하동군          |                                                                |                                          |
| 읍내 교차로              | 국도 제19호선 (중앙로)                                      | 하동군          | 국도 제19호선 구간                                             |                                          |
| 두곡 교차로              | 화심길                                                      | 하동군          | 국도 제19호선 구간                                             |                                          |
| 만지 교차로              | 국도 제19호선 (하동 ~ 악양간 도로)                          | 하동군          | 국도 제19호선 구간                                             |                                          |
| 신지 교차로              | 국도 제19호선 (하동 ~ 악양간 도로)                          | 하동군          | 국도 제19호선 구간                                             |                                          |
| 호암 교차로              | 국도 제19호선 (하동 ~ 악양간 도로)                          | 하동군          | 국도 제19호선 구간                                             |                                          |
| (흥룡리)                 | 국도 제19호선 (하동 ~ 악양간 도로)                          | 하동군          | 국도 제19호선 구간                                             |                                          |
| 흥룡 교차로              | 흥룡길                                                      | 하동군          | 국도 제19호선 구간                                             |                                          |
| 악양 교차로              | 악양동로                                                    | 하동군          | 국도 제19호선 구간                                             | 악양면                                   |
| 악양교 외둔교            |                                                             | 하동군          | 국도 제19호선 구간                                             | 악양면                                   |
| 외둔 교차로              | 지방도 제1003호선 (악양서로)                                | 하동군          | 국도 제19호선 구간                                             | 악양면                                   |
| 고소정 교차로            |                                                             | 하동군          | 국도 제19호선 구간                                             | 악양면                                   |
| 화개 졸음쉼터            |                                                             | 하동군          | 화개면                                                         | 국도 제19호선구간 (남해 방면)            |
| 검두교                   |                                                             | 하동군          | 화개면                                                         | 국도 19호선 구간                         |
| 검두 교차로              | 검두길                                                      | 하동군          | 화개면                                                         | 국도 19호선 구간                         |
| 부춘교                   |                                                             | 하동군          | 화개면                                                         | 국도 19호선 구간                         |
| 부춘 교차로              | 부춘길                                                      | 하동군          | 화개면                                                         | 국도 19호선 구간                         |
| 상덕 교차로              | 상덕길                                                      | 하동군          | 화개면                                                         | 국도 19호선 구간                         |
| 영당 교차로              | 상덕길                                                      | 하동군          | 화개면                                                         | 국도 19호선 구간                         |
| 남도 교차로              | 남도대교로                                                  | 하동군          | 화개면                                                         | 국도 19호선 구간                         |
| 화개장터삼거리           | 쌍계로                                                      | 하동군          | 화개면                                                         | 국도 19호선 구간                         |
| 화개교                   |                                                             | 하동군          | 화개면                                                         | 국도 19호선 구간                         |
| 화개삼거리               | 지방도 제1023호선 (화개로)                                  | 하동군          | 화개면                                                         | 국도 19호선 구간                         |
| 외곡삼거리               | 지방도 제865호선 (피아골로)                                 | 구례군          | 토지면                                                         | 국도 제19호선 구간 지방도 제865호선 구간 |
| 연곡교                   |                                                             | 구례군          | 토지면                                                         | 국도 제19호선 구간 지방도 제865호선 구간 |
| 한수교                   | 토지송정길                                                  | 구례군          | 토지면                                                         | 국도 제19호선 구간 지방도 제865호선 구간 |
| 동방천삼거리             | 지방도 제865호선 (간전중앙로)                               | 구례군          | 토지면                                                         | 국도 제19호선 구간 지방도 제865호선 구간 |
| 도산교                   |                                                             | 구례군          | 토지면                                                         | 국도 제19호선 구간                       |
| (파도리)                 | 반곡길 파도길                                               | 구례군          | 토지면                                                         | 국도 제19호선 구간                       |
| 덕천교                   |                                                             | 구례군          | 토지면                                                         | 국도 제19호선 구간                       |
| 용두갈림길 교차로        | 당몰샘로                                                    | 구례군          | 토지면                                                         | 국도 제19호선 구간                       |
| 옥지교                   |                                                             | 구례군          | 마산면                                                         | 국도 제19호선 구간                       |
| 냉천삼거리               | 국도 제18호선 (화엄사로)                                    | 구례군          | 마산면                                                         | 국도 제18, 19호선 구간                   |
| 냉천 나들목              | 국도 제17호선 국도 제18호선 국도 제19호선 (산업로) (구례로) | 구례군          | 마산면                                                         | 국도 제18, 19호선 구간                   |
| 구례로와 직결            |                                                             |                 |                                                                |                                          |

## 주요 건물 및 시설
- 금남중학교 (경상남도 하동군 금남면 섬진강대로 656-7)
- 금남고등학교 (경상남도 하동군 금남면 섬진강대로 656-8)
- 하동우리들병원 (경상남도 하동군 금남면 섬진강대로 957)
- 하동고남우체국 (경상남도 하동군 금남면 섬진강대로 973-16)
- 하동문화예술회관 (경상남도 하동군 하동읍 섬진강대로 2222)
- 신지마을회관 (경상남도 하동군 하동읍 섬진강대로 2487)
- 하동군지리산생태과학관 (경상남도 하동군 악양면 섬진강대로 3358-30)
- 부덕보건진료소 (경상남도 하동군 화개면 섬진강대로 3748-11)
- 하동녹차연구소 (경상남도 하동군 화개면 섬진강대로 3748-14)
- 구례동중학교 (전라남도 구례군 토지면 섬진강대로 4856-10)
- 토지초등학교 (전라남도 구례군 토지면 섬진강대로 5038)
- 토지보건지소 (전라남도 구례군 토지면 섬진강대로 5039)
- 토지면사무소 (전라남도 구례군 토지면 섬진강대로 5040)
- 토지우체국 (전라남도 구례군 토지면 섬진강대로 5042)
- 토지파출소 (전라남도 구례군 토지면 섬진강대로 5058)
- 토지면다목적면민회관 (전라남도 구례군 토지면 섬진강대로 5061)
- 구례군상하수도사업소 (전라남도 구례군 마산면 섬진강대로 5363)